# Luis María de Llauder
Luis María de Llauder y de Dalmases (en espagnol) ou Lluís Maria de Llauder i de Dalmases (en catalan), né à Madrid le 8 mai 1837 et mort à Barcelone le 10 juin 1902, est un homme politique et journaliste traditionaliste espagnol, qui fut dirigeant du carlisme en Catalogne.